# Hjalmar Möller (bokhandlare)
Hjalmar Anders Christian Olof Möller, född 6 mars 1840 i Ystad, död 12 oktober 1910 i Lund, var en svensk bokhandlare och kommunalpolitiker. Han var kusin till Axel Möller.
Hjalmar Möller son till postmästaren och titulärborgmästaren Lars Johan Möller. Han var 1855–1864 anställd i Bernhard Cronholms bokhandel i Malmö. Han övertog 1864 Svenska bokförläggareföreningens kommissionärsskap i Kristianstad och därmed den Centervallska bokhandeln från Herman Lang. Bokhandeln fick då namnet Hjalmar Möllers bokhandel. 1868-1869 flyttade han sin bokhandel till ett nytt läge vid Lilla Torg. Möller etablerade sig även som förläggare och ledamot av Svenska bokförläggareföreningen.
Han var 1868–1886 ledamot av Kristianstads stadsfullmäktige, ledamot av styrelsen för Kristianstads sparbank och ledamot av styrelsen för Christianstads boktryckeriaktiebolag 1873–1899. År 1878 engagerade han sig i striden mot Svenska Familj-Journalens försäljningsmetoder att locka prenumeranter genom utlovade premier och lotterivinster.
År 1886 sålde han sin bokhandel i Kristianstad och övertog istället Gleerupska universitetsbokhandeln efter att den tidigare ägaren Nils Quiding råkat på obestånd. Möller lyckades återuppbygga företaget och erhöll rätt att kalla sig universitetsbokhandel. År 1891 flyttade han sin bokhandel till hörnet av Stortorget och Lilla Fiskaregatan där Gleerupska akademibokhandeln ännu har sitt läge.
Han var 1893 en av stiftarna av Svenska bokhandlareföreningen och blev ordförande i föreningens skånska krets. Hjalmar Möller är begravd på Norra kyrkogården i Lund.